# 오스기촌 (아오모리현)
오스기촌(大杉村)은 아오모리현 미나미쓰가루군에 설치되었던 촌이다. 현재의 아오모리시에 해당한다.

## 연혁
- 1889년 4월 1일 - 정촌제 시행에 의해 미나미쓰가루군 다이샤카촌, 스기사와촌, 도쿠사이코촌, 다카야시키촌, 나가누마촌과 합병해, 오스기촌이 성립하였다.
- 1954년 12월 15일 - 미나미쓰가루군 나미오카정, 메가사와촌, 노자와촌, 오스기촌, 고고촌과 합병해 나미오카정이 되었다.

## 촌장
- 구도 젠타로(工藤善太郎): 1919년 - 1922년
- 구도 요시고로(工藤善吾郎): 1930년 -, 1951년 -